# Auto-da-fé (komedia)
Auto-da-fé – komedia Cypriana Kamila Norwida w jednym akcie i jednej scenie z 1856-1858 roku.

## Okoliczności powstania utworu
Auto-da-fé stanowi dopełnienie miniatury dramatycznej Krytyka, a pod względem formalnym jest bardzo bliskie Słodyczy. Gdy jednak tamtą miniaturę Norwid określił jako tragedię, tę nazwał komedią w jednym akcie i jednej scenie. Data powstania utworu nie jest znana. Związek z Krytyką powstałą w 1856 i podobieństwo ze Słodyczą (1855-1856), każą datować Auto-da-fé na okres po powstaniu tamtych utworów. Najpóźniej utwór mógł powstać w lipcu 1858.
W lipcu 1858 do Paryża przybył bowiem Antoni Czajkowski i zaproponował poecie pomoc przy wydaniu tomu poezji. Norwid odzyskał wówczas rękopis poematu Szczesna. Wraz z nim musiało trafić w ręce Czajkowskiego Auto-da-fé, skoro w sierpniu 1858 obydwa utwory uzyskały zgodę rosyjskiej cenzury, a w następnym roku ukazały się w jednym tomiku w Petersburgu u Bolesława Maurycego Wolffa.

## Osoby
- Protazy – poeta
- Gerwazy – poufny Protazego
- Chóry pogrzebowe – osoby zmarłej
- Czytelnicy
- Dwa kominki – itd.

## Treść

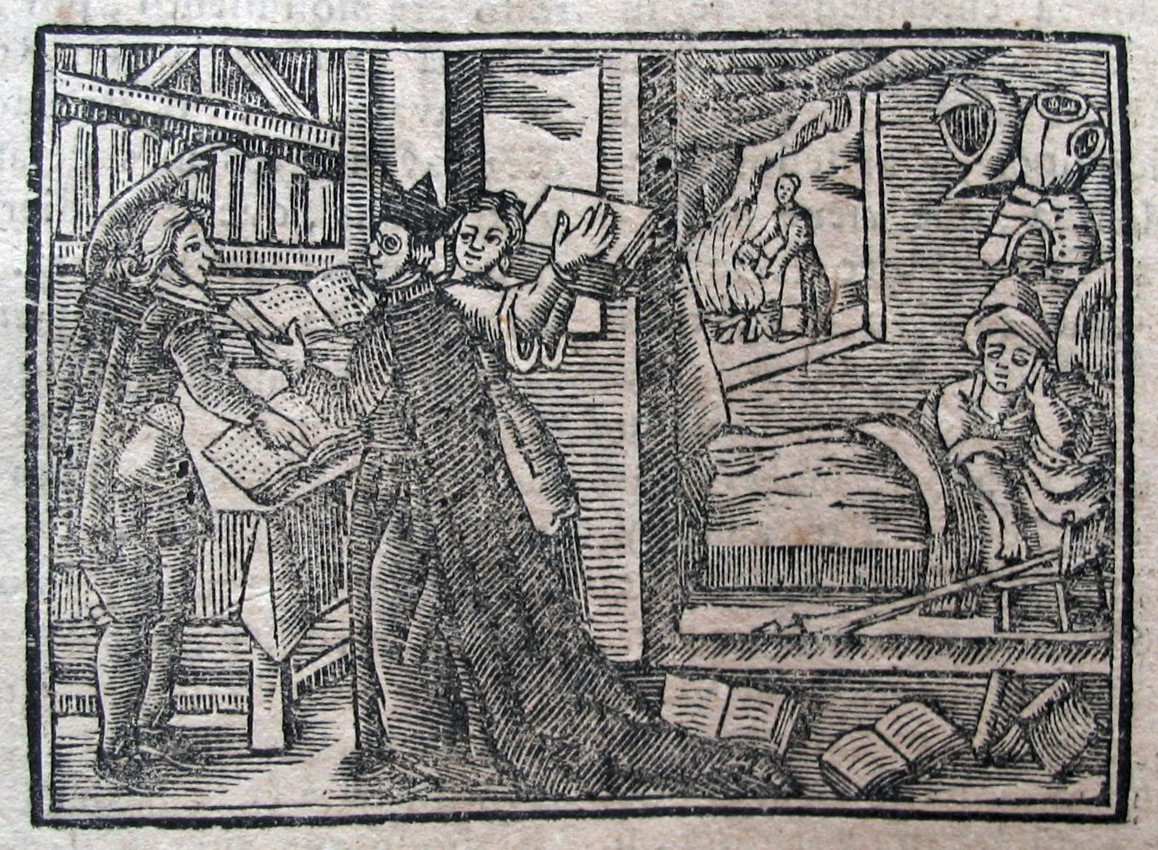
Golibroda i ksiądz w bibliotece Don Kichota, wynoszą i palą jego romanse

Poeta Protazy, otrzymawszy od Redaktora książki, a uważając je za nic nie warte, pali nimi w kominku. Po czym, uprzytomniwszy sobie, że grzeczność wymaga, aby się zrewanżować, wysyła mu swoją najnowszą książkę. W chwilę później otrzymuje od niego list, żeby nie wysyłał mu swej nowej książki, bo w mieszkaniu nie ma już miejsca na nowe egzemplarze, a poza tym przeprowadza się. Protazy wysyła więc swego zaufanego Gerwazego z informacją wyjaśniającą nieporozumienie i z prośbą o zwrot książki. Gerwazy przez dłuższy czas nie wraca. Okazuje się, że trafił na kondukt pogrzebowy, który go zatrzymał, kiedy wreszcie przybył na miejsce, okazało się, że książka dotarła przed nim, a właściciel mieszkania palił nią właśnie w kominku. 

## O utworze
Auto-da-fé w odróżnieniu od Krytyki nie jest poświęcona krytykom zawodowym, lecz krytykom amatorom – czytelnikom, a raczej ich brakowi. Ci bowiem którzy czytają książki to czytelnicy umarli, którzy tyle są warci, co ci którzy w ogóle nie czytają. Poeta daje przez usta Protazego plastyczne portrety czytelnika leniwego, który szuka w książkach tylko własnych myśli oraz czytelnika, który nie wie czego chce i pochłania coraz więcej książek, aż do utraty smaku. Poprzez akcję autor ukazuje z kolei dwóch czytelników pyszałków, którzy nie czytają w ogóle cudzych książek, bo uważają je za nic nie warte, zdatne tylko na podpałkę.
Utwór ma budowę symetryczną, przy czym jeden poeta, jeden kominek i jedno auto-da-fé zostaje przedstawione, a drugie przekazuje Gerwazy, sługa głównego bohatera, w swej relacji, odbijającej niczym zwierciadło, obrazy i gesty ukazane na scenie. Co ciekawe sam Protazy, zadufany w sobie poeta, wypowiada wiele trafnych spostrzeżeń, stając się niejako porte parole autora dramatu.
Dramat ma 66 wersów i jak stwierdza autor, jeden akt i jedną scenę, pierwszą i ostatnią zarazem.